# Самоанский кризис
Самоа́нский кри́зис (англ. Samoan crisis) — вооружённый конфликт между США и Великобританией с одной стороны и Германией с другой стороны за контроль над островами Самоанского архипелага, который произошёл в 1887—1889 годах во время гражданской войны в Самоа. В разгар конфликта затонули 3 американских (Vandalia, USS Trenton, USS Nipsic) и 3 германских (SMS Adler, SMS Olga, SMS Eber) боевых корабля. Эти корабли в течение нескольких месяцев вели боевые действия в гавани Апиа, которую патрулировал британский военный корабль Calliope.
15-16 марта 1889 года в результате тайфуна Апиа в порту затонули 6 американских и германских боевых кораблей, боевые действия были прекращены. Корвету Calliope ушерб нанесён не был, так как во время циклона он в гавани не стоял. Свидетелем разрушений был Роберт Льюис Стивенсон, который позже написал книгу о пережитом. 
В результате Берлинского договора от 14 июня 1889 года над Самоа фактически установился протекторат трёх стран.